# 熱帶風暴彩雲 (2021年)
熱帶風暴彩雲（英語：Tropical Storm Choi-wan，國際編號：2103，聯合颱風警報中心：WP042021，菲律賓大氣地球物理和天文服務管理局：Dante）是2021年太平洋颱風季第3個被命名的風暴。「彩雲」一名由香港提供，意思是色彩繽紛的雲層，命名自位於九龍的公共屋邨彩雲邨。

## 發展過程
5月26日，一個熱帶擾動在薩塔瓦爾環礁南方海域生成，美國海軍研究實驗室給予擾動編號99W。
5月29日下午2時，日本氣象廳將其升格為熱帶低氣壓。同時，聯合颱風警報中心將其評級提升為「中」。
5月30日凌晨2時，聯合颱風警報中心直接將其升格為熱帶低氣壓，給予熱帶氣旋編號04W。上午8時，日本氣象廳對其發布烈風警報。同時，台灣中央氣象局將其升格為熱帶性低氣壓，給予編號TD04。晚間8時，聯合颱風警報中心率先將其升格為熱帶風暴。
5月31日凌晨2時，香港天文台將其升格為熱帶低氣壓。上午8時，日本氣象廳將其升格為熱帶風暴，給予國際編號2103，並命名「彩雲」。同時，台灣中央氣象局將其升格為輕度颱風。上午11時，香港天文台將其升格為熱帶風暴。晚間8時，聯合颱風警報中心將其降格為熱帶性低氣壓。
6月3日上午8時，聯合颱風警報中心再度將其升格為熱帶風暴。
6月4日下午2時，聯合颱風警報中心將其降格為熱帶性低氣壓。香港天文台和台灣中央氣象局亦分別在下午5時及晚上8時跟隨將其降格。
6月5日上午8時，聯合颱風警報中心三度將其升格為熱帶風暴。下午2時，日本氣象廳和香港天文台表示其已轉化為溫帶氣旋並併入滯留鋒。晚上11時，聯合颱風警報中心對其發出最後警告。
6月6日下午2時，日本氣象廳認為其已消散。

## 影響

### 菲律賓
當地發出之最高風暴信號：二號風暴信號
菲律賓大氣地球物理和天文服務管理局於5月31日下午5時發出一號風暴信號。並於6月1日上午5時發出二號風暴信號。
6月1日晚上8時，菲律賓大氣地球物理和天文服務管理局表示彩雲於東薩馬省蘇拉特登陸。其後，彩雲多次登陸於菲律賓各地，並於6月2日晚上8時最後一次登陸於八打雁省卡拉塔甘後進入南海。6月3日上午11時菲律賓大氣地球物理和天文服務管理局撤銷所有風暴信號。隨著彩雲移入巴士海峽，菲律賓大氣地球物理和天文服務管理局於6月4日下午5時對巴丹群島省發出一號風暴信號。
彩雲侵襲菲律賓時，暴雨導致民答那峨島部分地區發生洪水和土石流，造成11人死亡、3人受傷、2人失蹤，農業和基礎設施損失達到1.4億披索。

### 臺灣
- 當地評定之巔峰強度分級：（CWA）
- 當地評定之最高持續風速：20每秒（39節；72每小時）（十分鐘）

當地發布之颱風警報：海上陸上颱風警報
中央氣象局於6月3日下午4時針對東沙島海面及巴士海峽發布海上颱風警報，並於晚上11時30分發布海上陸上颱風警報，陸上警戒範圍包含屏東縣與臺東縣。由於彩雲颱風減弱為熱帶性低氣壓，中央氣象局於6月4日晚間8時30分，解除海上陸上颱風警報，改發布熱帶性低氣壓特報。

### 中國大陸
國家氣象中心發布之最高颱風預警信號： 颱風藍色預警信號
國家氣象中心於6月3日下午6時發布颱風藍色預警信號。

## 熱帶氣旋警告使用紀錄

### 菲律賓
| 菲律賓大氣地球物理和天文服務管理局 風暴信號 | 菲律賓大氣地球物理和天文服務管理局 風暴信號 | 菲律賓大氣地球物理和天文服務管理局 風暴信號 |
| ------------------------------------------- | ------------------------------------------- | ------------------------------------------- |
| 上一熱帶氣旋                                | 一號風暴信號                                | 下一熱帶氣旋                                |
| 熱帶低氣壓03W                               | 一號風暴信號                                | 熱帶低氣壓07W                               |
| 熱帶低氣壓03W                               | 二號風暴信號                                | 強烈熱帶風暴康森                            |

### 臺灣
| 交通部中央氣象局 颱風警報 | 交通部中央氣象局 颱風警報 | 交通部中央氣象局 颱風警報 |
| ------------------------- | ------------------------- | ------------------------- |
| 上一熱帶氣旋              | 海上颱風警報              | 下一熱帶氣旋              |
| 輕度颱風閃電              | 海上颱風警報              | 中度颱風烟花              |
| 輕度颱風閃電              | 陸上颱風警報              | 強烈颱風璨樹                |
| 天氣特報                  |                           |                           |
| 輕度颱風閃電              | 熱帶性低氣壓特報          | 熱帶性低氣壓TD07          |

### 中國大陸
| 国家气象中心 颱風預警信號 | 国家气象中心 颱風預警信號 | 国家气象中心 颱風預警信號 |
| ------------------------- | ------------------------- | ------------------------- |
| 上一熱帶氣旋              | 颱風藍色預警信號          | 下一熱帶氣旋              |
| 熱帶風暴科羅旺            | 颱風藍色預警信號          | 熱帶風暴小熊              |

## 外部連結
| 太平洋颱風季             |
| 主題頁 - 專題 - 編輯指南 |

- （日語）日本氣象廳首頁 （页面存档备份，存于）
- （英文）聯合颱風警報中心首頁 （页面存档备份，存于）
- （简体中文）中國國家氣象中心首頁 （页面存档备份，存于）
- （繁體中文）臺灣中央氣象局首頁 （页面存档备份，存于）
- （繁體中文）香港天文台首頁 （页面存档备份，存于）
- （繁體中文）澳門地球物理暨氣象局首頁 （页面存档备份，存于）
- （英文）菲律賓大氣地球物理和天文管理局 惡劣天氣公告 （页面存档备份，存于）
- （泰文）泰國氣象局首頁 （页面存档备份，存于）